# White Light (The Corrs)
White Light è il sesto album in studio del gruppo musicale irlandese The Corrs, pubblicato nel 2015, dopo circa dieci anni di pausa.

## Tracce
1. I Do What I Like – 3:36
2. Bring on the Night – 4:16
3. White Light – 3:15
4. Kiss of Life – 3:58
5. Unconditional – 3:54
6. Strange Romance – 3:40
7. Ellis Island – 5:03
8. Gerry's Reel (strumentale) – 3:20
9. Stay – 3:08
10. Catch Me When I Fall – 5:28
11. Harmony – 4:34
12. With Me Stay – 3:42

## Formazione
- Andrea Corr
- Caroline Corr
- Jim Corr
- Sharon Corr